# The Brandon Teena Story
The Brandon Teena Story ist ein US-amerikanischer Dokumentarfilm von Susan Muska und Gréta Ólafsdóttir aus dem Jahr 1998. Die Analyse der Ermordung des Transmannes Brandon Teena hatte seine Deutsche Premiere auf den Internationalen Filmfestspielen Berlin 1998.
Die Geschichte des Transmannes Brandon Teena lieferte die Vorlage für den Kino-Spielfilm Boys Don’t Cry.

## Inhalt
The Brandon Teena Story rekonstruiert anhand von Interviews, Akten- und Nachrichtenmaterial die Vergewaltigung und Ermordung von Brandon Teena im Dezember 1993 in Nebraska. Die Geschichte lässt sich wie folgt rekonstruieren: Anfang Dezember 1993 taucht ein junger Fremder in Falls City auf, einer Kleinstadt im ländlichen Nebraska. Brandon Teena, 20 Jahre alt, gewinnt mit seinem freundlichen Wesen und jungenhaftem Charme schnell die Sympathie seiner Altersgenossen. Besonders die jungen Frauen des Ortes fühlen sich zu ihm hingezogen, und eine Freundin zu finden, fällt ihm leicht. Doch nur drei Wochen später, an Heiligabend, schlagen ihn zwei seiner Freunde brutal zusammen und vergewaltigen ihn. Ihre Wut entzündet sich an einer Entdeckung: Brandon hat weibliche Geschlechtsmerkmale. 
Eine Woche später, an Silvester, ermorden die beiden Männer ihn sowie eine junge Mutter und einen Mann, bei denen er Zuflucht gesucht hatte. Der Dokumentarfilm von Susan Muska und Gréta Ólafsdóttir beleuchtet diesen Kriminalfall. Er legt ein erschreckendes Maß an Hass in der amerikanischen Provinz offen, genährt von der Angst vor Homosexualität und Transgeschliechtlichkeit und erzählt die tragische Geschichte eines Menschen, der mit dem „falschen“ sozialen Geschlecht lebte. In The Brandon Teena Story werden Interviews mit Brandons Partnerin, Freunden, der Polizei sowie den Tätern, kombiniert mit Originalaufnahmen und Dokumenten, um die Hintergründe und die fatale Eskalation der Ereignisse nachzuzeichnen. Letztlich erforscht der Film die Wurzeln des Othering, Gewalttätigkeit und strukturellem gesellschaftlichem Versagen.

## Auszeichnungen
- 1998: Teddy Award – Bester Dokumentar-/Essayfilm
- 1998: Teddy Reader’s Award